# Municipio de McCauleyville
El municipio de McCauleyville (en inglés: McCauleyville Township) es un municipio ubicado en el condado de Wilkin en el estado estadounidense de Minnesota. En el año 2010 tenía una población de 61 habitantes y una densidad poblacional de 2,37 personas por km².

## Geografía
El municipio de McCauleyville se encuentra ubicado en las coordenadas 46°25′34″N 96°40′42″O / 46.42611, -96.67833. Según la Oficina del Censo de los Estados Unidos, el municipio tiene una superficie total de 25.73 km², de la cual 25,73 km² corresponden a tierra firme y (0 %) 0 km² es agua.

## Demografía
Según el censo de 2010, había 61 personas residiendo en el municipio de McCauleyville. La densidad de población era de 2,37 hab./km². De los 61 habitantes, el municipio de McCauleyville estaba compuesto por el 100 % blancos. Del total de la población el 0 % eran hispanos o latinos de cualquier raza.